# Miske Imre
Báró magyarcsesztvei Miske Imre (Küküllővár, 1820. május 18. – Bodajk, 1884. szeptember 7.) politikus, császári és királyi kamarás, főispán.

## Élete
Miske József báró erdélyi kancellár és birodalmi miniszter, valamint Bethlen Jozefa grófnő fiaként született a Kis-Küküllő vármegyei Küküllőváron. A családban Imre dédapja, az ugyancsak Imre nevű aranyosszéki főkirálybíró kapta a bárói rangot még 1770-ben, attól kezdve pedig a Miskék több rangos hivatalt is betöltöttek.
Imre pályafutása során Fejér vármegye alispánja lett, 1875-től pedig országgyűlési képviselő volt. 1879-ben képviselői pozíciójából Moson vármegye főispáni székébe távozott. Főispánként leginkább elődjét, Batthyány József grófot követte. 1884-ben Bruckban a Ferenc József érkezésének tiszteletére kivonult üdvözlőbizottságban vett részt, ám akkor szerencsétlenségére megfázott. Egy héttel később bodajki birtokán tüdőgyulladás okozta halálát.

### Családja
1856-ban Bécsben vette feleségül Forgách Paulina grófnő csillagkeresztes hölgyet, aki hat gyermeket szült neki:
- József (1858–1930); neje: Ludovika Rosner bárónő (1870–1950)
- Kálmán (1860–1943) régész, muzeológus; neje: Chernel Sarolta (1868–1953)
- Irma (1862–1946); 1. férje: Johann Gerstenberger (1852–1940), 2. férje: Karl Gerbert (1852–1928)
- Paula (1864–?)
- Emília (1866–?); férje: Michalovits Demeter (?)
- László (1868–1921); neje: Jassik Etelka (?)